# 2-萘酚
2-萘酚（即β-萘酚）是萘的2位氢被羟基取代后形成的化合物。它是1-萘酚的异构体。

## 性质
无色或白色有光泽有酚类气味的碎薄片粉末。在空气中稳定，暴露在阳光下颜色变深。可燃，加热升华。不溶于苯酚，难溶于冷水，易溶于乙醚、乙醇和氯仿。
用于制取染料、防老剂、有机颜料、杀菌剂，也用于有机合成中。由2-萘酚可以制取1,1'-联-2-萘酚（见下图）、吐氏酸、防老剂丁、防老剂DNP、β-萘酚-3-甲酸。

## 制备
由萘的磺化、碱熔制备，整个过程与碱熔法制取苯酚相似，中间体是2-萘磺酸。